# Imzouren
Imzouren è una città del Marocco, nella provincia di Al-Hoseyma, nella regione di Tangeri-Tetouan-Al Hoceima.
La città è anche nota come Imzūran, Imzoûrene, Aïn Zorèn, Im Zouren, Ain Zoren.